# مدل‌سازی منطقی
مدل منطقی داده ها (به انگلیسی: Logical data model) یا ال-دی-ام در معماری داده ها بازنمایشی است از جزئیات داده های سازماندهی شده، که مستقل از فن آوری بوده و به زبان تجاری بیان شده است. مدل منطقی داده ها در واقع افراد، مکانها، اشیا و قواعد و ارتباطات میان آنها را استانداردسازی می کند. در این مدل‌سازی بیشتر موجودیتها و رابطه‌ها به همراه توضیحاتی که در زیر آن‌ها نوشته می‌شود، ارائه می‌گردند.

مدل سه لایه انسی اسپارک